# Portugezen in Nederland
Met Portugezen in Nederland worden in Nederland wonende Portugezen, of Nederlanders van Portugese afkomst aangeduid (Portugees: Portugueses na Holanda). Volgens het Centraal Bureau voor de Statistiek (CBS) woonden er per 1 januari 2019 zo’n 28.802 Nederlanders met een Portugese migratieachtergrond in Nederland.

## Geschiedenis
De eerste immigranten uit Portugal waren Sefardische joden die zich in de zestiende eeuw in de Republiek der Zeven Verenigde Nederlanden vestigden vanwege de Inquisitie in Portugal.
In de achttiende eeuw kwamen Portugese immigranten uit Madeira en Lissabon.
In de jaren zestig van de twintigste eeuw kwamen Portugese gastarbeiders in Nederland werken. 

## Bevolkingsontwikkeling
Het aantal Portugezen is in de periode 1996-2020 meer dan verdubbeld van 13.000 personen naar bijna 29.000 personen.
| Eerste generatie  | 8 759  | 9 509  | 11 833 | 14 356 | 16 456 | 19 820 |
| Tweede generatie  | 4 198  | 4 772  | 5 723  | 6 625  | 7 786  | 8 982  |
| aantal Portugezen | 12 957 | 14 281 | 17 556 | 20 981 | 24 242 | 28 802 |

In 2020 was ongeveer 17% van de Portugezen in Nederland tussen de 0 en 15 jaar oud, oftewel een totaal van 4.918 personen. Van deze 4.918 personen behoorden 1.198 kinderen tot de eerste generatie Portugezen en 3.720 kinderen tot de tweede generatie. Daarentegen was ongeveer 7% Portugezen in Nederland 65 jaar of ouder, oftewel 1.972 personen in totaal. Hiermee zijn Portugezen in Nederland jonger dan de Portugezen in Portugal zelf. 

## Bekende Nederlanders van Portugese komaf
- Fatima Moreira de Melo
- Romy Monteiro
- Fernando Pereira